# Blågrått lundfly
Blågrått lundfly (Papestra biren) är en fjärilsart som beskrevs av Johann August Ephraim Goeze 1781. Blågrått lundfly ingår i släktet Papestra och familjen nattflyn. Arten är reproducerande i Sverige. Inga underarter finns listade i Catalogue of Life.

## Bildgalleri

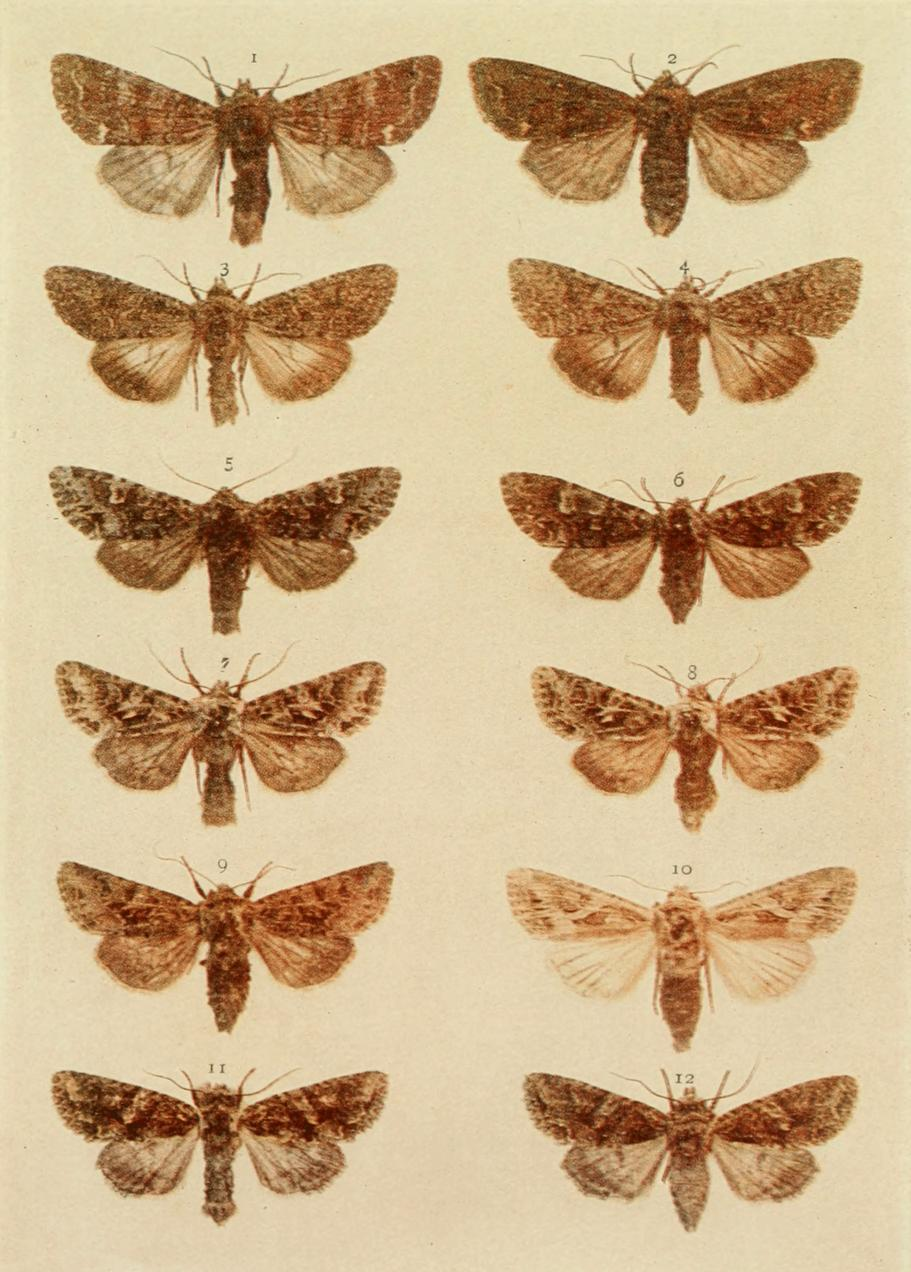
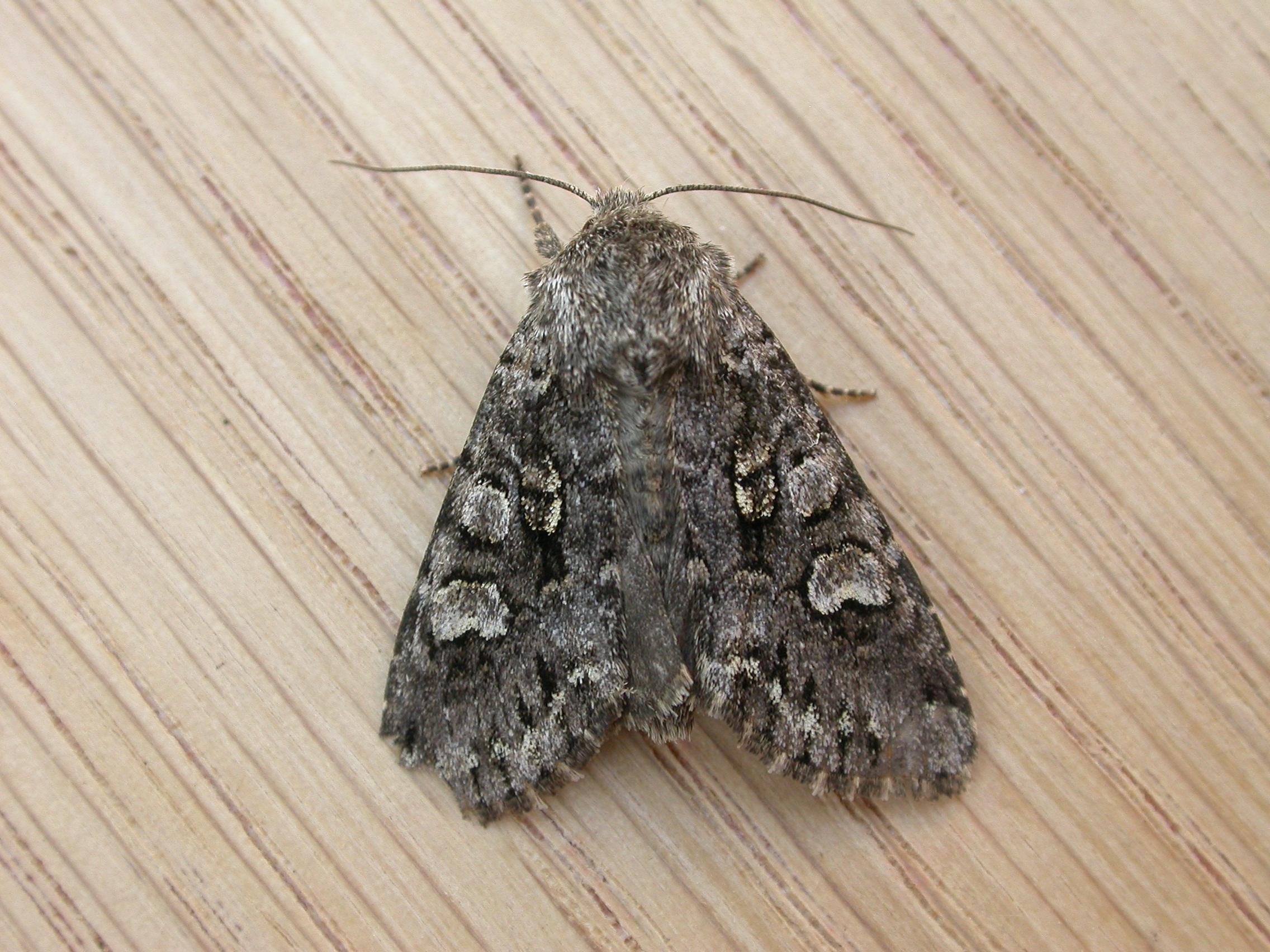